# Ford Corsair
O Ford Corsair, produzido pela Ford Motor Company no Reino Unido, foi um carro de tamanho médio disponível entre 1964 e 1970. Tinha uma versão conversível fabricada pela Crayford.